# خوان كروز ماسيا
خوان كروز ماسيا (بالإسبانية: Juan Cruz Mascia) (3 يناير 1994 بمونتفيدو في الأوروغواي - ) هو لاعب كرة قدم أوروغواني في مركز الهجوم. شارك مع منتخب الأوروغواي تحت 17 سنة لكرة القدم ومنتخب الأوروغواي تحت 20 سنة لكرة القدم. أما مع النوادي، فقد لعب مع مونتيفيديو واندررز وميرامار ميشنس وناسيونال مونتيفيديو.

## وصلات خارجية
- خوان كروز ماسيا على موقع الاتحاد الدولي (مؤرشف)  (الإنجليزية)
- خوان كروز ماسيا على موقع قاعدة بيانات كرة القدم.إي يو (الإنجليزية)
- خوان كروز ماسيا على موقع Soccerway.com (الإنجليزية)
- خوان كروز ماسيا على موقع AS.com (الإسبانية)